# Johanna Ambrosius
Johanna Ambrosius, eredeti neve: Johanna Voigt (Ragnit, ma: Nyeman, Oroszország, Kalinyingrádi terület, 1854. augusztus 3. – Königsberg, ma Kalinyingrád, 1939. február 27.) német költőnő

## Élete
Kelet-Poroszországban született egy kézműves tizennégy gyermeke közül másodikként. Szegénységben nőtt fel, 11 éves koráig a lengwetheni általános iskolába járt. Ezután szüleinek segített a földeken és a házimunkában, valamint szobalány és házvezetőnő volt a környékbeli házaknál. 1875-ben az egyik gazda fiához, Friedrich Wilhelm Voigthoz ment feleségül, s vele Dirwonuppenbe (ma: Tusino, kalinyingrádi terület) költözött. Két gyermeke született, Marie (1875) és Erich (1878). 1883-ban egy kis házat vásároltak némi földdel Groß Wersmeningkenben (ma: Belkino, Kalinyingrádi terület). 1900 nyarán férje meghalt, nyolc évvel később lánya is elhunyt. Johanna 1908-ban követte fiát Königsbergbe, ahol haláláig élt. Sírja Königsbergben a Neuen Luisenfriedhofban található.
Első verseit 1884-ben írta, nővére, Martha ezek közül néhányat a szerző tudta nélkül több szerkesztőségbe is elküldte, többek közt az Anny Wothe által szerkesztett Von Haus zu Haus-nak is. Ennek eredményeként több alkotása is megjelent. Karl Weiß osztrák író felfedezte Johanna tehetségét, s 1894 decemberében Karl Schrattenthal álnéven publikálta verseit. A költemények nagy sikert arattak, számos kiadásban jelentek meg (a 41. kiadás 1904-ben). A Ferdinand Beyer által Königsbergben megjelent hetedik kiadástól kezdve a kötethez a szerző portréját, illetve a költő házának képét is csatolták. Johannát néhány csodálója személyesen is meglátogatta otthonában. 1896-ban a kötetet angol nyelvre is lefordították, s eredetileg az Amerikai Egyesült Államokban jelentették meg, ahol a szerzőt mint a "német Szapphót" ünnepelték. A munka Angliában 1910-ben jelent meg. Második verseskötetét 1897-ben publikálta. Ezután költeményei leginkább folyóiratokban és évkönyvekben jelentek meg. Néhány rövidebb szövegtől eltekintve nem alkotott prózában.
Nem sokkal felfedezése után Johanna megismerkedett kora ismert íróival, köztük Hermann Sudermann-nal, Gerhart Hauptmann-nal, Herman Grimm-mel, Bruno Wille-vel és Heinrich Harttal. Néha személyesen találkozott velük, néha csupán leveleket váltottak. E levelek sajnos nem maradtak fenn, eltekintve néhány Hermann Grimmhez intézett levéltől. Johanna hírneve mulandó volt: "nyers tehetségű" költészetének dicséretét a "Johanna Ambrosius iránti rajongás" kritikája követte. A munkássága költői értékéről folytatott vita résztvevői a következők voltak: Carl Busse, Theodor Fontane, Richard Weitbrecht, Ferdinand Avenarius, Otto Rühle, Arno Holz, Ludwig Goldstein és Christian Morgenstern. Ő maga így írt költészetéről 1905-ben:
"Nem ismerek egyetlen költészeti szabályt sem, s ha meg is akarnám ismerni, lehetetlen lenne azok szerint verset írnom, én csak az érzelmeim szerint alkotok."
Legismertebb költeménye az 1884-ben írt Mein Heimatland volt. Alkotásait legalább kilencven alkalommal zenésítették meg, többek közt Heinrich Schenker és Felix Rosenthal. Johanna Ambrosius teljes hagyatéka elveszett, amikor a Voigt-család 1945 elején elmenekült Königsbergből.

## Munkái
- Johanna Ambrosius, eine deutsche Volksdichterin. Gedichte (1894)
- Gedichte, 2. Teil (1897)

## Külső hivatkozások
- Johanna Ambrosius által, illetve róla írt munkák a Deutsche Nationalbibliothek állományában
- Költeményei a Deutsche Gedichtebibliothek-ben
- Az Ostpreußen-Lied

## Fordítás
- Ez a szócikk részben vagy egészben  a   Johanna Ambrosius című német Wikipédia-szócikk ezen változatának fordításán alapul.  Az eredeti cikk szerkesztőit annak laptörténete sorolja fel. Ez a jelzés csupán a megfogalmazás eredetét és a szerzői jogokat jelzi, nem szolgál a cikkben szereplő információk forrásmegjelöléseként.